# Wereldkampioenschappen schoonspringen 2022 – tienmetertoren mannen
Het schoonspringen vanaf de tienmetertoren voor mannen tijdens de wereldkampioenschappen schoonspringen 2022 vond plaats op 2 en 3 juli 2022 in de Donau-arena in Boedapest.

## Uitslag
Finalisten zijn de eerste 12 genoemde deelnemers, aangegeven met groen.

Halvefinalisten zijn de 6 daaropvolgende deelnemers, aangegeven met blauw.
| Goud   | Yang Jian             | China               | 495,65 | 1  | 503,85        | 2             | 515,55        | 1             |               |               |
| Zilver | Rikuto Tamai          | Japan               | 455,50 | 3  | 471,95        | 3             | 488,00        | 2             |               |               |
| Brons  | Yang Hao              | China               | 468,20 | 2  | 520,30        | 1             | 485,45        | 3             |               |               |
| 4      | Cassiel Rousseau      | Australië           | 424,85 | 6  | 442,90        | 6             | 481,15        | 4             |               |               |
| 5      | Noah Williams         | Verenigd Koninkrijk | 405,00 | 9  | 430,05        | 7             | 479,05        | 5             |               |               |
| 6      | Oleksiy Sereda        | Oekraïne            | 437,55 | 4  | 458,80        | 4             | 477,45        | 6             |               |               |
| 7      | Nathan Zsombor-Murray | Canada              | 400,25 | 10 | 421,50        | 8             | 446,55        | 7             |               |               |
| 8      | Matty Lee             | Verenigd Koninkrijk | 410,30 | 8  | 448,40        | 5             | 426,15        | 8             |               |               |
| 9      | Rylan Wiens           | Canada              | 415,15 | 7  | 419,25        | 9             | 416,20        | 9             |               |               |
| 10     | Samuel Fricker        | Australië           | 373,45 | 13 | 418,25        | 10            | 391,15        | 10            |               |               |
| 11     | Josh Hedberg          | Verenigde Staten    | 429,15 | 5  | 388,60        | 11            | 375,10        | 11            |               |               |
| 12     | Shu Ohkubo            | Japan               | 381,10 | 12 | 373,75        | 12            | 370,25        | 12            |               |               |
| 13     | Zachary Cooper        | Verenigde Staten    | 382,45 | 11 | 373,05        | 13            | Uitgeschakeld | Uitgeschakeld | Uitgeschakeld | Uitgeschakeld |
| 14     | Timo Barthel          | Duitsland           | 365,30 | 17 | 366,20        | 14            | Uitgeschakeld | Uitgeschakeld | Uitgeschakeld | Uitgeschakeld |
| 15     | Isaac Souza           | Brazilië            | 356,30 | 18 | 365,20        | 15            | Uitgeschakeld | Uitgeschakeld | Uitgeschakeld | Uitgeschakeld |
| 16     | Carlos Ramos          | Cuba                | 372,20 | 15 | 359,30        | 16            | Uitgeschakeld | Uitgeschakeld | Uitgeschakeld | Uitgeschakeld |
| 17     | Luis Cañabate         | Cuba                | 372,45 | 14 | 353,95        | 17            | Uitgeschakeld | Uitgeschakeld | Uitgeschakeld | Uitgeschakeld |
| 18     | Andreas Larsen        | Italië              | 369,70 | 16 | 296,05        | 18            | Uitgeschakeld | Uitgeschakeld | Uitgeschakeld | Uitgeschakeld |
| 19     | Jellson Jabillin      | Maleisië            | 353,10 | 19 | Uitgeschakeld | Uitgeschakeld | Uitgeschakeld | Uitgeschakeld |               |               |
| 20     | Kawan Pereira         | Brazilië            | 350,50 | 20 | Uitgeschakeld | Uitgeschakeld | Uitgeschakeld | Uitgeschakeld |               |               |
| 21     | Constantin Popivici   | Roemenië            | 345,10 | 21 | Uitgeschakeld | Uitgeschakeld | Uitgeschakeld | Uitgeschakeld |               |               |
| 22     | Leonardo García       | Colombia            | 336,60 | 22 | Uitgeschakeld | Uitgeschakeld | Uitgeschakeld | Uitgeschakeld |               |               |
| 23     | Athanasios Tsirikos   | Griekenland         | 333,70 | 23 | Uitgeschakeld | Uitgeschakeld | Uitgeschakeld | Uitgeschakeld |               |               |
| 24     | Robert Łukaszewicz    | Polen               | 332,10 | 24 | Uitgeschakeld | Uitgeschakeld | Uitgeschakeld | Uitgeschakeld |               |               |
| 25     | Emmanuel Vázquez      | Puerto Rico         | 329,05 | 25 | Uitgeschakeld | Uitgeschakeld | Uitgeschakeld | Uitgeschakeld |               |               |
| 26     | Yevhen Naumenko       | Oekraïne            | 326,25 | 26 | Uitgeschakeld | Uitgeschakeld | Uitgeschakeld | Uitgeschakeld |               |               |
| 27     | Jaden Eikermann       | Duitsland           | 325,20 | 27 | Uitgeschakeld | Uitgeschakeld | Uitgeschakeld | Uitgeschakeld |               |               |
| 28     | Hanis Jaya Surya      | Maleisië            | 317,80 | 28 | Uitgeschakeld | Uitgeschakeld | Uitgeschakeld | Uitgeschakeld |               |               |
| 29     | Jesús González        | Venezuela           | 310,00 | 29 | Uitgeschakeld | Uitgeschakeld | Uitgeschakeld | Uitgeschakeld |               |               |
| 30     | Mohamed Farouk        | Egypte              | 307,55 | 30 | Uitgeschakeld | Uitgeschakeld | Uitgeschakeld | Uitgeschakeld |               |               |
| 31     | Luke Sipkes           | Nieuw-Zeeland       | 303,00 | 31 | Uitgeschakeld | Uitgeschakeld | Uitgeschakeld | Uitgeschakeld |               |               |
| 32     | Anton Knoll           | Oostenrijk          | 301,10 | 32 | Uitgeschakeld | Uitgeschakeld | Uitgeschakeld | Uitgeschakeld |               |               |
| 33     | Vladimir Harutyunyan  | Armenië             | 288,55 | 33 | Uitgeschakeld | Uitgeschakeld | Uitgeschakeld | Uitgeschakeld |               |               |
| 34     | Tonantzin Fernández   | Mexico              | 288,45 | 34 | Uitgeschakeld | Uitgeschakeld | Uitgeschakeld | Uitgeschakeld |               |               |
| 35     | Nathan Brown          | Nieuw-Zeeland       | 282,60 | 35 | Uitgeschakeld | Uitgeschakeld | Uitgeschakeld | Uitgeschakeld |               |               |
| 36     | Siddharth Bajrang     | India               | 281,95 | 36 | Uitgeschakeld | Uitgeschakeld | Uitgeschakeld | Uitgeschakeld |               |               |
| 37     | Eduard Timbretti      | Italië              | 279,85 | 37 | Uitgeschakeld | Uitgeschakeld | Uitgeschakeld | Uitgeschakeld |               |               |
| 38     | Ahmad Qali            | Koeweit             | 276,70 | 38 | Uitgeschakeld | Uitgeschakeld | Uitgeschakeld | Uitgeschakeld |               |               |
| 39     | Ramez Sobhy           | Egypte              | 255,05 | 39 | Uitgeschakeld | Uitgeschakeld | Uitgeschakeld | Uitgeschakeld |               |               |